# Лимонов босилек
Лимонов босилек, сив босилек, тайландски лимонов босилек, или лаоски босилек, (Ocimum × africanum) е хибрид между босилек (Ocimum basilicum) и американски босилек (Ocimum americanum). Билката се отглежда предимно в североизточна Африка и Южна Азия заради ароматния си аромат на лимон и се използва в кулинарията.
Стъблата на лимоновия босилек могат да нараснат до 20 – 40 cm височина. Има бели цветове в края на лятото до началото на есента. Листата са подобни на листата на босилек, но са по-тесни с леко назъбени ръбове. Семената се образуват върху растението след цъфтежа и изсъхват върху растението.
Лимоновият босилек е популярна билка в арабската, индонезийската, филипинската, лаоската, малайската, персийската и тайландската кухня.

## Кулинарни приложения
В Лаос лимоновият босилек се използва широко в супи, яхнии, къри и пържени ястия. Това е най-често използваният вид босилек в Лаос. Много лаоски яхнии изискват използването на лимонов босилек, тъй като никой друг сорт босилек не е приемлив като заместител. Най-популярната лаоска яхния, наречена ор лам, използва лимонов босилек като ключова съставка.
Лимоновият босилек е единственият босилек, използван много в индонезийската кухня, където се нарича kemangi. Често се яде суров със салата или лалап (сурови зеленчуци) и придружен от самбал. Лимоновият босилек често се използва за подправяне на някои индонезийски ястия, като къри, супа, яхния и ястия на пара или на скара. В Тайланд лимоновият босилек, наречен maenglak, е един от няколко вида босилек, използван в тайландската кухня. Листата се използват в някои тайландски къри и е също така незаменим за ястието с юфка khanom chin nam ya. Във Филипините, където се нарича „сангиг“, особено в Себу и части от Минданао, лимоновият босилек се използва за придаване на вкус на Law-uy, който е асортимент от местни зелении в супа на зеленчукова основа. Семената наподобяват жабешки яйца, след като са накиснати във вода и се използват в сладки десерти. Използва се и в североизточната част на индийския щат Манипур. В Манипур се използва в къри като тиква, използва се в синджу (форма на салата) и в кисели краставички с червен или зелен пипер. Племето Garo, Khasi и Jaintia от Meghalaya също го използват в кухнята си. Garos го наричат „Panet“ (произнася се Phanet). Използват го за приготвяне на студен сос (Ind. Chutney) с добавени съставки като ферментирала риба, чили, лук, понякога печени домати.

## Култивиране
Лимоновият босилек изисква същите грижи като другите сортове босилек. Това е тропическо растение, което трябва да бъде на място, което получава поне шест часа пряка слънчева светлина на ден. Всъщност е доста издръжлив и понякога може да расте непрекъснато, като се дава само вода, но вкусът ще бъде изложен на риск, ако не му се дава никакъв тор, химически или органичен. Наистина може да порасне за няколко седмици. Трябва да се полива винаги, когато най-горната част на почвата е суха. По това време растението ще повехне, но след напояване ще се нормализира.
Босилекът никога не трябва да достига цъфтеж по време на прибирането на реколтата. Ако му се даде възможност да цъфти, вкусът му ще бъде пожертван и листата ще станат по-малки, сухи и кожести. След като цветните гроздове се образуват, те трябва да бъдат премахнати, така че растението ще продължи вегетативния си растеж. Добре е обаче то да бъде оставено да цъфти и да постави семена, които ще бъдат събрани през есента, защото студените зимни студове така или иначе ще убият растението. Събирането на семената две седмици преди последната слана и засяването им на закрито през пролетта ще осигури реколтата през следващата година.
Брането веднъж седмично за всяко растение ще го направи храстовидно поради страничните издънки, които ще се развият. Растението никога не трябва да бъде напълно обезлистено. Размножаването се постига чрез засяване на семена и от стъблени резници. Разсадът ще достигне 15 cm за 3 – 4 седмици и част от листата трябва да бъде събрани от растенията по това време, за да може да се разклони. Стъблените резници ще формират корени, след като преседят една седмица накиснати във вода. Растението се слага в стъклен буркан, пълен с вода, и квадратна мрежа с дупки, достатъчно големи, за да задържат растението на място, докато корените растат. Могат да бъдат засадени толкова резници, колкото желае градинарят, за предпочитане най-енергичните стъбла, които могат да бъдат намерени, защото те ще се вкоренят по-бързо. Водата трябва да се сменя на всеки няколко дни. След 2 – 3 седмици корените ще бъдат достатъчно дълги, за да могат резниците да бъдат преместени в саксии или засадени в постоянното им положение в градината.